# Simón O'Leary Soublette
Simón Bolívar O'Leary Soublette (Bogotá, 13 de marzo de 1830-Caracas) fue un escritor y traductor bogotano, principal promotor de la publicación del archivo de El Libertador Simón Bolívar bajo el nombre de Memorias del general O'Leary, es él quien recopila y ordena el archivo epistolar de Simón Bolívar que fue publicado por orden del gobierno de Venezuela.
Simón Bolívar O'Leary Soublette nació en 1830 en la Parroquia de la Catedral de Bogotá, en una familia con profundas raíces en la historia política y militar de América Latina, más en Colomba y Venezuela. Su padre, Daniel Florencio O'Leary, fue uno de los generales y más cercanos colaboradores de Simón Bolívar, lo que marcó de manera significativa la vida y vocación de su vida hacia la preservación de la memoria histórica del Libertador, hasta llevaba el nombre del prócer. Soledad Soublette, su madre, era hermana del general Carlos Soublette.
Desde temprana edad, O'Leary Soublette estuvo expuesto a un entorno intelectual y político activo en Bogotá. Motivado por el legado de su padre, se dedicó a la recopilación y organización del archivo epistolar del prócer Simón Bolívar. Su trabajo fue crucial para la publicación de las Memorias del General O'Leary, una obra monumental que recoge cartas, documentos oficiales y relatos de primera mano de su padre y otros sobre la vida y obra de Bolívar. Esta publicación se realizó por orden del gobierno de Venezuela y se convirtió en una fuente invaluable para los historiadores de la independencia latinoamericana.
Se casó con Josefina Ospina Chaparro, sobrina de Mariano Ospina Rodríguez, presidente de Colombia entre 1858 y 1861. Su hermana se casó con Ricardo Portocarrero Caicedo,fundador y presidente del Jockey Club de Bogotá.